# Luis Aponte
Luis Eduardo Aponte Yuripe (El Tigre, Anzoátegui, Venezuela, 14 de junio de 1953) es un beisbolista profesional venezolano retirado. Jugó como lanzador de relevo intermedio en las Grandes Ligas de Béisbol para los Boston Red Sox y Clevenlad Indians. En su carrera, Aponte compiló un récord de 9–6 con 113 ponches, 7 salvamentos y una efectividad de 3.27 en 220 entradas.

## Carrera
Aponte tuvo una corta carrera como relevista intermedio con Boston entre 1980 y 1983 y con Cleveland en 1984. Después de sus días como jugador de Grandes Ligas, jugó en México y Venezuela.

### En Grandes Ligas
Aponte fue fichado por Boston como agente libre aficionado en 1973. Tuvo su temporada más efectiva en 1982, logrando tres salvamentos en 40 apariciones con efectividad de 3.18. En total (cinco temporadas) de  registro de 9 y 6, con 7 salvados y una efectividad de 3.27. Fue el venezolano número 30 en ascender a Grandes Ligas. 
Aponte tuvo su mejor temporada en las mayores en 1982, con marca de 2-2 con efectividad de 3.18 y 3 salvamentos en 40 apariciones. Boston recompensó a Aponte con un contrato de $75,000 para 1983, pero tuvo una menor efectividad con un récord de 5-4, 3 salvamentos y una efectividad de 3.63 en 34 juegos.
Para 1984 fue a Cleveland en un canje por dos lanzadores derechos, Paul Perry y Michael Poindexter, quienes nunca llegaron a las mayores. Aponte tuvo un excelente comienzo con la tribu y mostró una efectividad inusual contra los bateadores zurdos. Al finalizar junio, Aponte tuvo efectividad de 3.40 con 1 victoria en 22 juegos. En los primeros seis días de julio, sin embargo, permitió carreras en tres juegos consecutivos y su efectividad se disparó a 4.11. Al necesitar un lugar en la lista para Joe Carter, Cleveland envió a Aponte a las menores.

#### El juego más largo
El 18 de abril de 1981, Aponte fue parte del que se conoce como el juego más largo en la historia del béisbol profesional de los Estados Unidos. El partido inició el 18 de abril y luego de 21 entradas empatados 2-2 fue suspendido, para luego continuarlo dos meses más tarde. En total, los equipos Rochester (sucursal de los Orioles) y Pawtucket (sucursal de los Medias Rojas) de Triple A jugaron durante 33 episodios. Aponte lanzó del innings 7 al 10 de los 33 que se disputaron, no permitió un hit y ponchó a nueve bateadores. El juego fue suspendido después de la entrada 32 a las 4:09 a. m. con los equipos aún empatados.

### En la liga mexicana
Aponte pasó los siguientes dos veranos en la Liga Mexicana. En 1985, lanzó para los Rojos de la Ciudad de México, con marca de 1-1 y efectividad de 2.77 en 11 salidas como relevista. En 1986, lanzó en cinco juegos desde el bullpen para Córdoba, nuevamente registrando un récord de 1-1, pero con una efectividad de 3.68.

### En la liga venezolana
Inició su carrera en la Liga Venezolana de Béisbol Profesional en 1973-74, y su última temporada fue 1996-97. En 18 temporadas, tuvo marca de 54-39, efectividad de 2.98 y 73 salvamentos en 373 juegos. Lanzó exclusivamente para los Cardenales de Lara a excepción de 1996-97, que fue con los Caribes de Anzoátegui.
Es segundo en juegos relevados de por vida en la liga con 359, así como en juegos salvados con 73. También es el segundo lanzador en la historia en acumular más de 50 victorias y más de 50 salvamentos. En total participó en 373 juegos (3.º) y dejó efectividad de 2.98 (el 10.º mejor), con 429 ponches propinados en 785.1 innings de labor. Ganó 54 partidos y perdió 41.
Destacan su campaña 1985-1986; en la cual fue galardonado como Regreso del Año al dejar números de efectividad de 0.00 en 38.1 entradas lanzadas, 4 victorias, 1 derrota y 8 rescates, y la campaña 1989-1990 en la que recibió el premio al Cerrador del Año; y dejó cifras de 6 victorias, 1 derrota, 9 salvados en 49 entradas y dos tercios de labor con una efectividad de 1.99.
En la LVBP fue valioso en el bullpen, con 43 años de edad y vistiendo la camiseta de los Caribes (entonces de Oriente), se despidió de los diamantes.

### Como técnico
Aponte más tarde se convirtió en cazatalentos de los Indios de Cleveland. Fichó a Maicer Izturis, Marco Scutaro, Niuman Romero, Edward Mujica y Eider Torres.
Debido a la crítica situación de su país natal, Aponte emigró, al igual que muchos venezolanos, a Chile, donde es técnico de categorías infantiles de béisbol, .

### Misceláneas
- Cuando Aponte llegó a casa a las 5 a. m., el día del juego más largo disputado en el béisbol profesional, su esposa Xiomara Aponte no creyó la ridícula historia de Luis de que había estado jugando béisbol toda la noche y se negó a dejarlo entrar a la casa. Aponte regresó al estadio y durmió esa mañana en la casa club.[1]

- En 1983, le robaron la billetera a Aponte mientras estaba de compras en Cleveland. Cuando regresó a la tienda al día siguiente, se enteró de que le habían devuelto la billetera, menos $480, pero con una nota que decía: "Estimado Sr. Aponte: Muchas gracias por el dinero. Espero que tenga una buena carrera. "[1]